# Alohomora
Alohomora is een spreuk uit de Harry Potter-serie die gebruikt wordt om deuren en sloten te openen. Alo betekent in het Hawaïaans vaarwel en Mora betekent in het Latijn obstakel. Na het beoefenen van deze spreuk opent de deur of het slot zonder verdere bijzonderheden, hoewel in de videospellen van Harry Potter er ook nog een sleutelgat-icoon wordt weergegeven.

## Alohomora in het verhaal
Hermelien gebruikt de spreuk in het eerste boek om de deur te openen waarachter Pluisje blijkt te zitten. Dit doet ze omdat ze Harry en Ron, die 's nachts met Harry's aartsrivaal Draco Malfidus wilden duelleren, achternagelopen is. Ze werden echter betrapt door conciërge Argus Vilder, en om aan hem te ontsnappen gebruikt Hermelien Alohomora.